# Sabinal
La ville de Sabinal est située dans le comté d'Uvalde, dans l’État du Texas, aux États-Unis. Elle comptait 1 695 habitants lors du recensement de 2010.

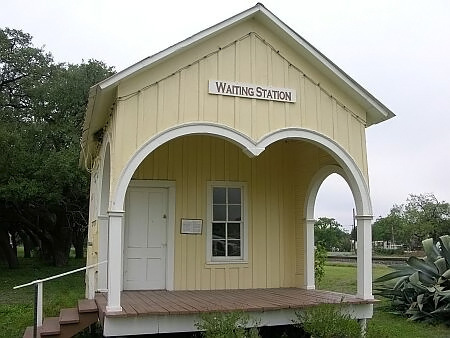
La "Waiting Station", un bâtiment historique à Sabinal

## Source
- (en) Cet article est partiellement ou en totalité issu de l’article de Wikipédia en anglais intitulé « Sabinal, Texas » (voir la liste des auteurs).